# Les Baux-Sainte-Croix

Les Baux-Sainte-Croix este o comună în departamentul Eure, Franța. În 1 ianuarie 2022 avea o populație de 868 de locuitori.